# 白教堂

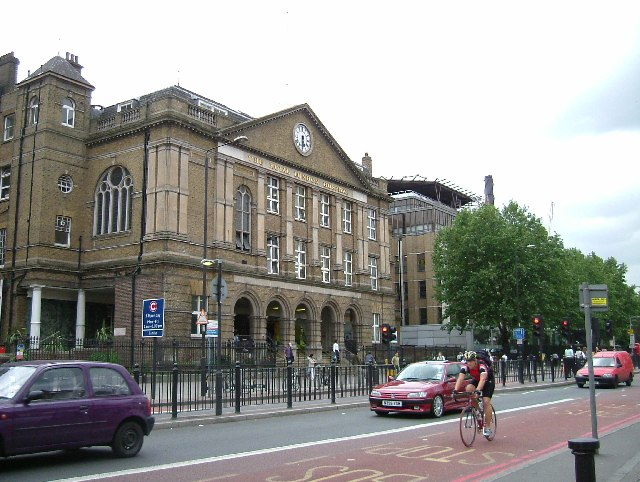
皇家伦敦医院旧楼

怀特查珀尔是一個位在中央倫敦與東倫敦中間，位於東區的一個區域。它位於哈姆雷特塔倫敦自治市，查令十字以東3.4英里（5.5），大致以曼塞爾街為界。西邊是東倫敦線和北面的巴克斯頓街，東面是劍橋希思路和西德尼街，南面是高速公路。因為該地區接近倫敦倫敦碼頭區和倫敦市東側，成為了移民和工人階級的熱門地點。公元1000年左右開始有文獻記載. 在19世紀和20世紀初該地區曾是倫敦猶太社區的中心，並且是19世紀1880年代後期惡名昭彰的開膛手傑克白教堂謀殺案的所在地。

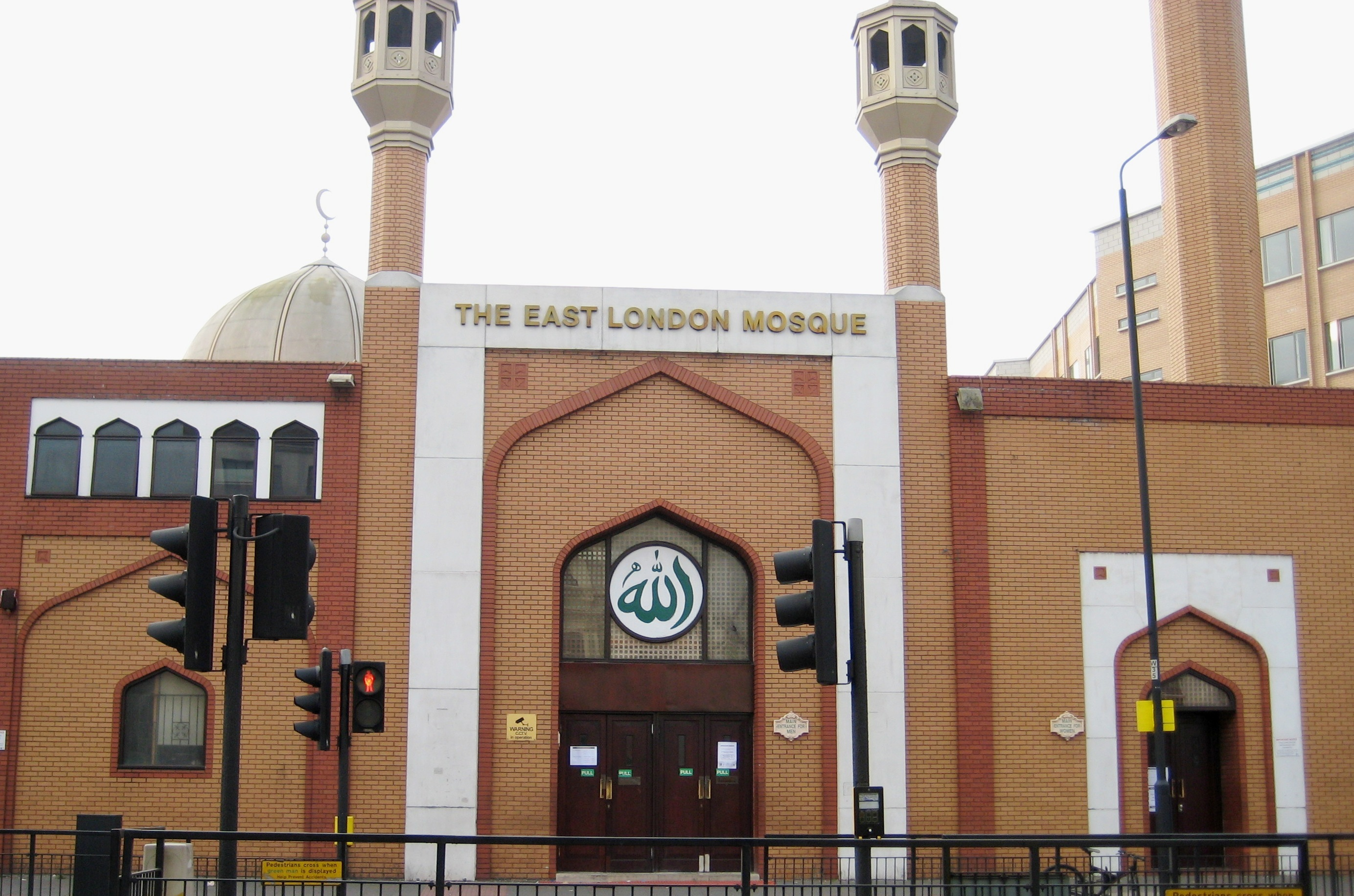
东伦敦清真寺

在20世紀後半葉，白教堂成為英國孟加拉社區的一個重要聚居地，今天的布里克巷是一個被稱為邦拉敦的民族聚居地。它以在此的許多咖哩屋而聞名。 
该区人口的种族颇为复杂，目前孟加拉移民占总人口的52%。东伦敦清真寺为穆斯林社区的主要标志。

## 附近的地方

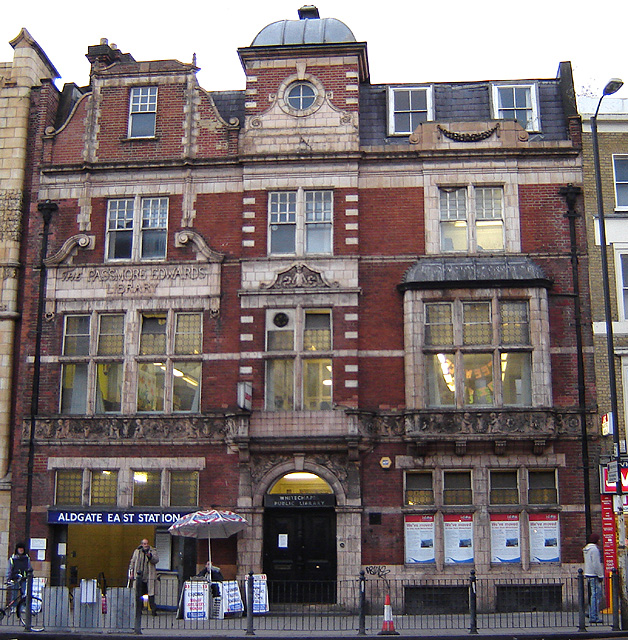
Aldgate 东地铁站

最近的地铁车站为漢默史密斯及城市線和區域線上的白教堂站和Aldgate 东地铁站。